# 木村沙也果
木村 沙也果（きむら さやか、1981年10月28日 - ）は、日本のお菓子系アイドル。木村 紗也果とも表記される。

## 略歴
神奈川県出身。神奈川県立東金沢高等学校（現・神奈川県立金沢総合高等学校）卒業。1990年代を中心に活動した。
1997年にデビュー。デビュー時15歳でありながら、B96（Hカップ、Iカップとする資料も）/W58/H89という並み外れたボディを持ち、『クリーム』誌にも度々登場しトップクラスの人気を集めた。清楚さが重視されることの多いお菓子系アイドルとしては珍しい、明るくおしゃべり、溌溂としたなキャラクターが特徴で、ビデオやテレビ出演の際にはムードメーカー的な役回りを担った。
1997年12月に公開された大河内奈々子主演の映画『LOOSE SOCKS』に出演。『すっぴんDNA』（日本テレビ）をはじめとするテレビ番組にも進出したほか、益子梨恵、日置由香とのユニット「FOXY MATES」（フォクシーメイツ）で歌手デビューも果たしている。
人気のピークは1998年で、以後も散発的なグラビア出演などはあったが、実質的な芸能活動は1999年までだった。

## 出演作品

### ビデオ作品
- School Mate（1998年11月20日、サザンクロスビデオアーツ）…共演：益子梨恵、日置由香
- 平成女学園高等部 体育授業 体力測定編（1999年4月23日、ソフト・オン・デマンド）…共演者多数
- 平成女学園高等部 体育授業 水泳編（1999年4月23日、ソフト・オン・デマンド）…共演者多数

### 映画
- LOOSE SOCKS（1997年12月20日、監督：今関あきよし、配給：パル企画、主演：大河内奈々子） - メイキング版ビデオ、サントラもあり

### テレビ（ドラマ）
- LOVE&PEACE（1998年、日本テレビ）…第3話
- 美少女新世紀GAZER（1998年、テレビ朝日）
- 君といた未来のために〜I'll be back〜（1999年、日本テレビ）…第3話、第6話

### テレビ（バラエティ他）
- TBSシャッフル・爆乳悶スター（1997年10月2日 - 1997年11月6日、TBS系）
- スーパージョッキー（日本テレビ）
- ランク王国（TBS）
- すっぴんDNA（日本テレビ）
- Gパラダイス（テレビ東京）

## 音楽作品
- FOXY MATES: Catch the Wind（CDシングル）（1998年11月8日、GEO）

## 写真集
- School Date（w/ 益子梨恵、日置由香）（1998年6月15日発行、撮影：鯨井康雄、英知出版）
- Sparkling Sayaka（1998年11月3日発行、撮影：鯨井康雄、GEO）